# Bechima
Bechima est un village du sud de la Tunisie situé à quelques kilomètres d'El Hamma (gouvernorat de Gabès).
Il est constitué de deux parties ; cette distinction est faite entre la partie proche d'une colline haute d'une centaine de mètres, appelée El Galb, et la partie située près d'un ancien limes qu'on appelle El Borj.
Ce village compte en majorité des paysans vivant principalement du produit de leurs récoltes et de l'élevage.
Il accueille une station expérimentale de l'Institut national des sciences et technologies de la mer ; le site a pour objectif de maîtriser les différentes phases du cycle d'élevage du tilapia du Nil.